# Банкер, Деннис

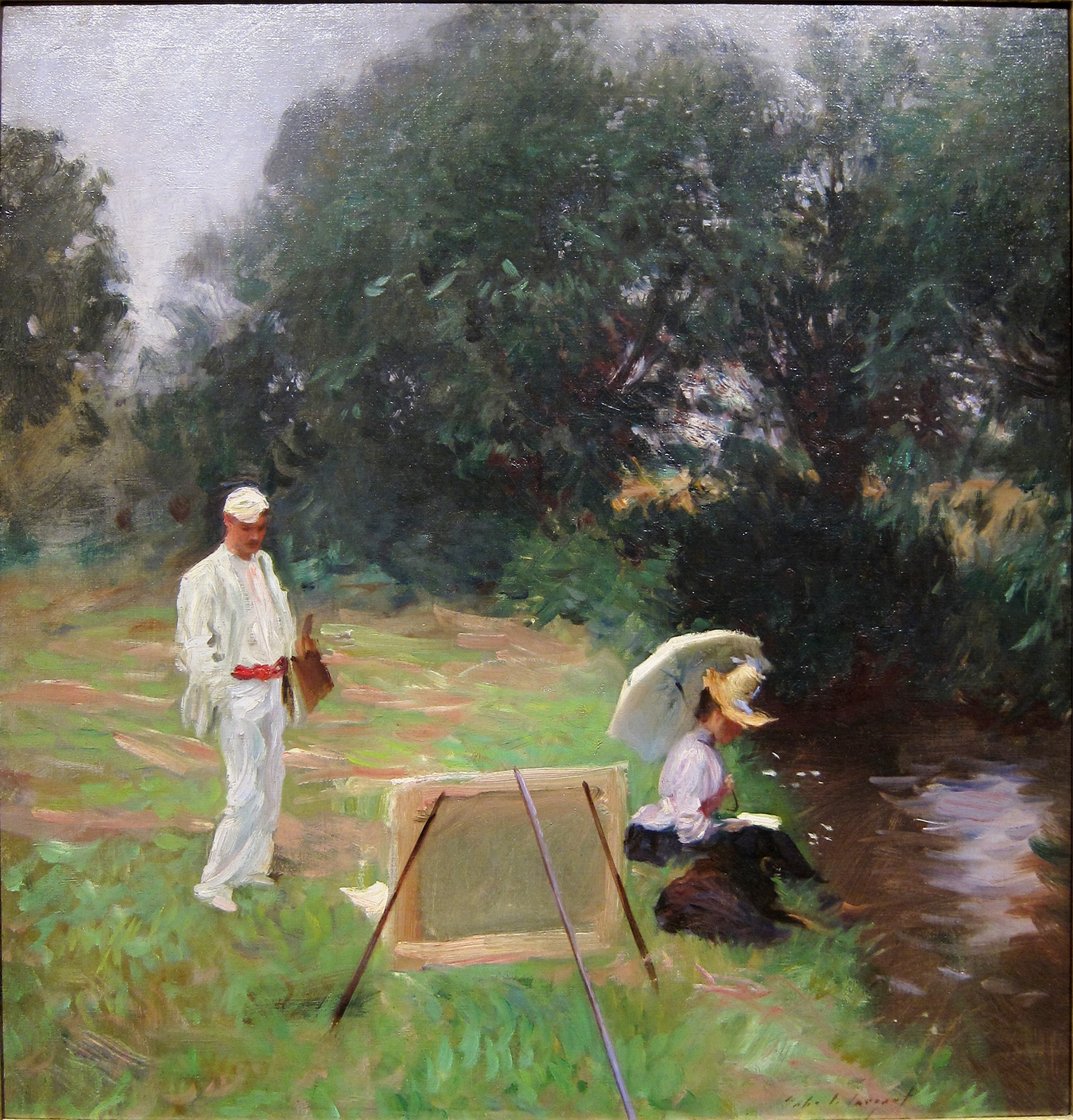
Банкер (слева) на картине Джона Сарджента, 1888 год

Деннис Банкер (англ. Dennis Miller Bunker; 1861—1890) — американский художник-импрессионист, несмотря на короткую жизнь создавший много значительных работ.

## Биография
Родился 6 ноября 1861 года в Нью-Йорке в семье Мэтью Банкера (англ. Matthew Bunker), сотрудника компании Union Ferry Company и его жены Мэри Энн Банкер (англ. Mary Anne Eytinge Bunker) — сестре иллюстратора Solomon Eytinge.
В 1876 году он поступил на учёбу в Лигу студентов-художников Нью-Йорка и позже — в Национальную академию дизайна. К 1880 году он уже принимал участие в выставках Академии, Американского акварельного общества и бруклинского объединения Brooklyn Art Association. В 1881—1883 годах Банкер выставлял свои работы в Бостонском арт-клубе.
В 1882 году Деннис уехал из Нью-Йорка в Европу, где продолжил своё обучение в Национальной школе изящных искусств в Париже у Жана Жерома. Весной 1883 года в сопровождении своих однокурсников Charles A. Platt и Kenneth R. Cranford Банкер путешествовал по Франции; они побывали на побережье Нормандии, вернувшись затем в школу. В следующем году все три художника посетили Бретань и к концу 1884 года Банкер вернулся в Нью-Йорк. В 1885 году он был избран членом Общества американских художников. В октябре этого же года по рекомендации художника Джеймса Беквита, он переехал в Бостон, где начал преподавать в художественной школе Cowles Art School, в здании которой художник также жил. В это время состоялась его первая персональная выставка в бостонской галерее Noyes and Blakeslee Gallery. Так как финансовое состояние Банкера не позволяло вновь поехать в Европу, он принял приглашение художника Эббота Тайера посетить его в South Woodstock, штат Коннектикут, к которому Деннис приехал летом 1886 года. В эом же году Банкер познакомился с Изабеллой Гарднер, которая оказалась хорошим другом и покровителем.
Зимой в начале 1887 года Банкер написал много портретов, лето провел в местечке Newburyport штат Массачусетс, со своими друзьями-художниками, в числе которых был Henry Oliver Walker. В ноябре в Бостоне он познакомился Джоном Сарджентом, совершавшего в это время свою первую рабочую поездку по Америке. В 1888 году художник создал ряд важных портретных работ. В этом же году провел лето в Англии, где приехал в гости в семью Джона Сарджента, в это время находившегося в графстве Беркшир. Весной 1889 года бункер ушел из школы Cowles Art School. В это время на одном из приёмов познакомился с Элинор Харди (англ. Eleanor Hardy), на которой планировал жениться на следующий год. Летом 1889 года Банкер работал в одном из пансионатов в Medfield, штат Массачусетс, наслаждаясь одним из самых плодотворных периодов своего творчества. Осенью он вернулся в Нью-Йорк, не прекращая интенсивную переписку со своей невестой, общался с узким кругом своих друзей-художников.
В 1890 Деннис впервые выставил свои пейзажи в бостонском клубе St. Botolph Club и получил предложение преподавать в Метрополитен-музее. 2 октября в Бостоне он женился на Элинор Харди. Затем пара переехала в Нью-Йорк. Вместе они прожили недолго — Деннис Банкер умер от менингита 28 декабря 1890 года в Бостоне. Похоронен в городе Милтон, штат Массачусетс, на кладбище Milton Cemetery. В 1891 году его друзья провели в St. Botolph Club мемориальную выставку Банкера.

Некоторые работы
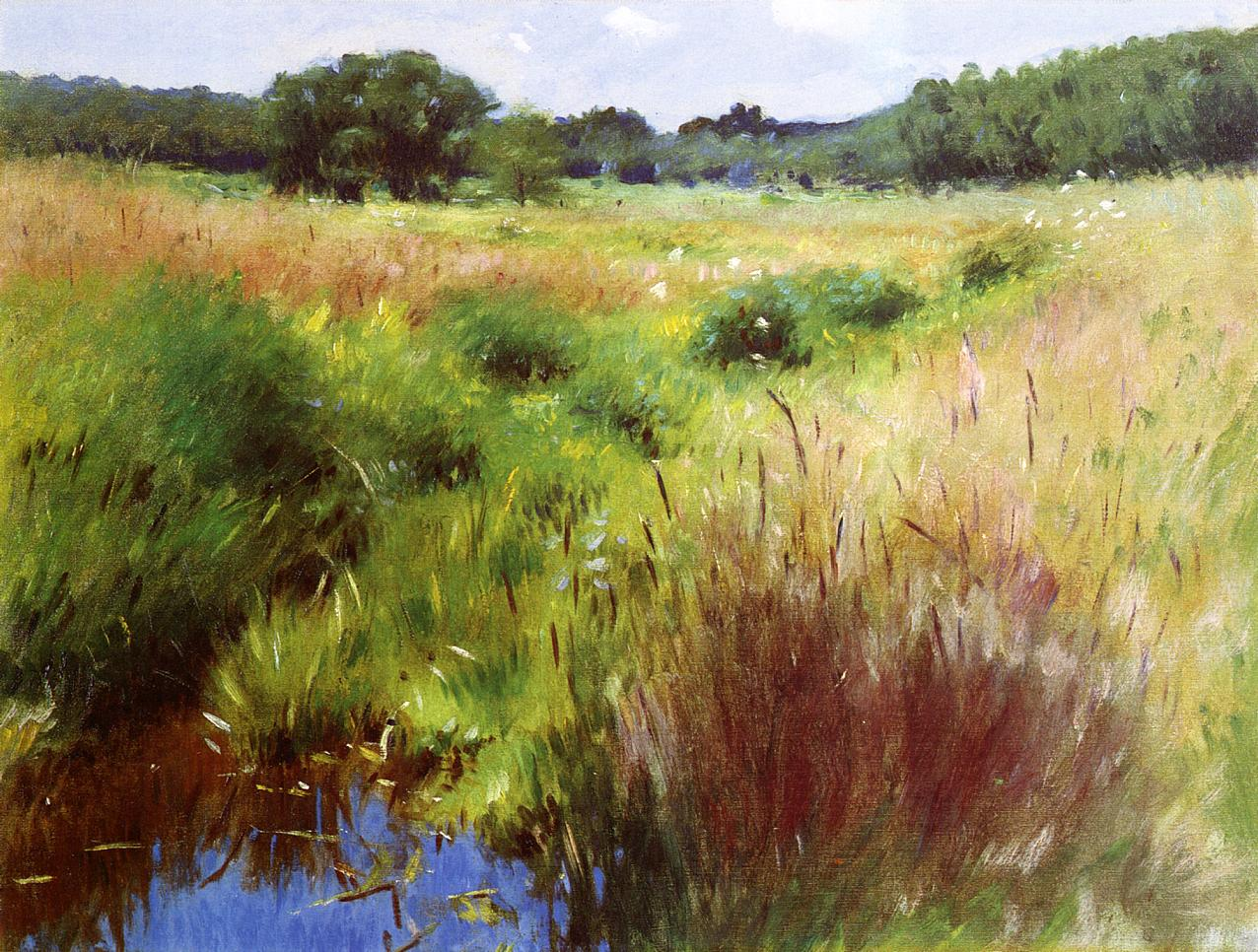
Marshland, Medfield
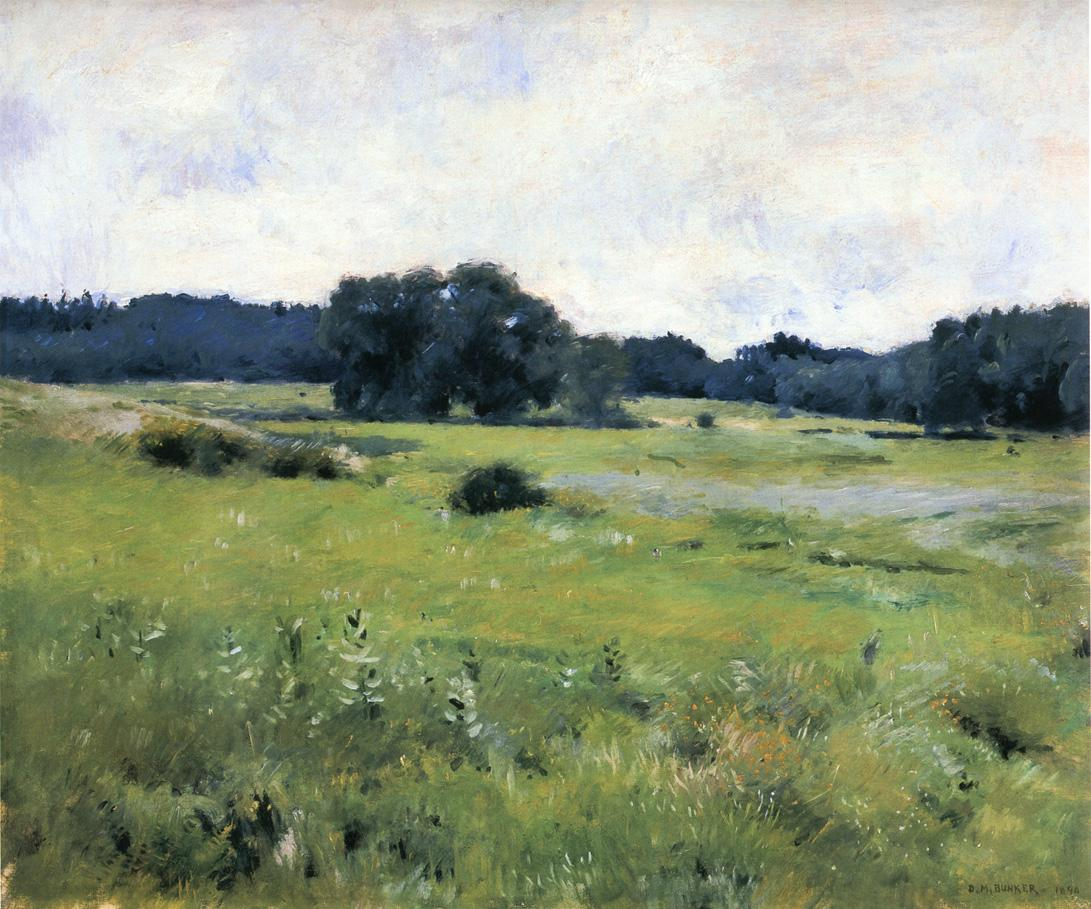
Meadow Lands
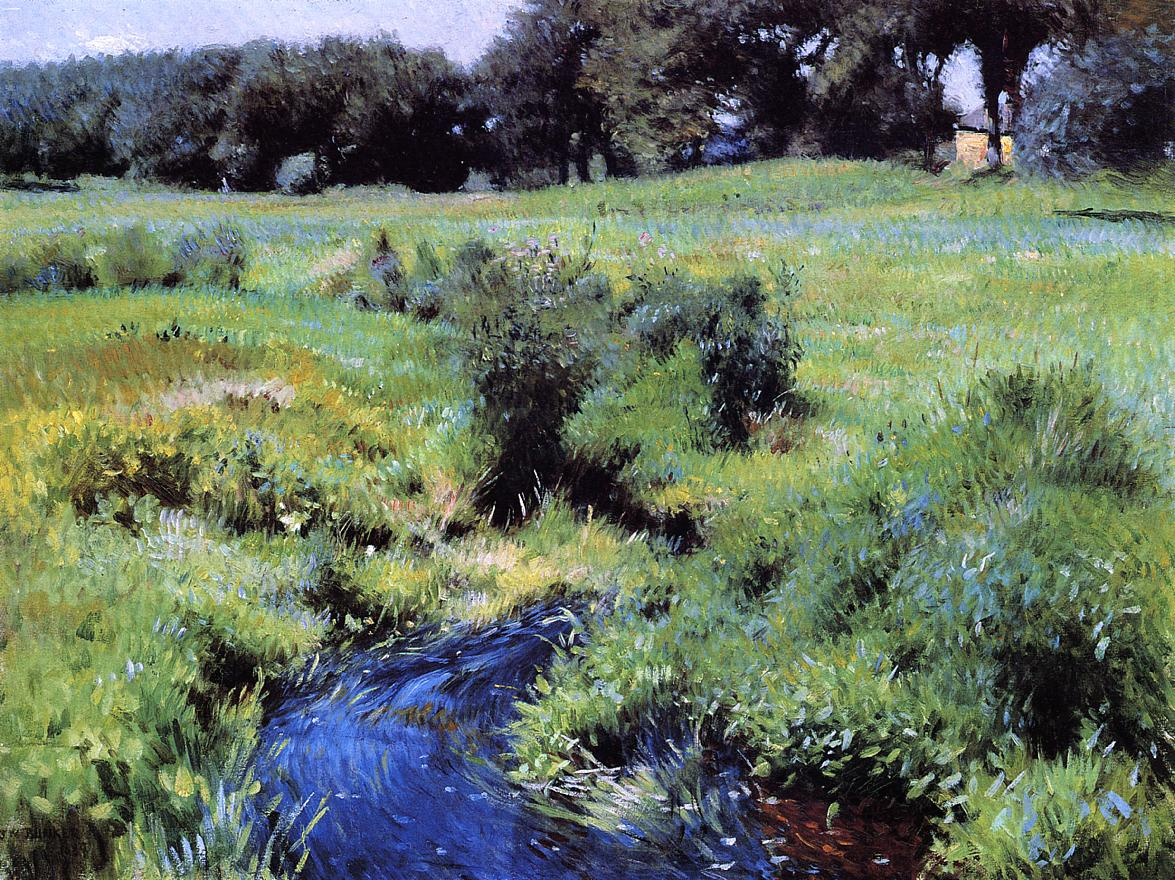
The Pool, Medfield